# Polens Socialdemokratiske Parti
Polens Socialdemokratiske Parti (Polsk: Socjaldemokracja Polska) er et politisk, socialdemokratisk parti i Polen.

## Valgresultater

### Sejm
| 2005                                                                          | 459.380   | 3,9 (#7)  | 0 / 460  | 32 |
| I en valgalliance med Arbejdsunionen og Grønne 2004.                          |           |           |          |    |
| 2007                                                                          | 2.122.981 | 13,2 (#3) | 10 / 460 | 10 |
| Som en del af koalitionen Venstre og Demokrater, som vandt 53 mandater i alt. |           |           |          |    |

### Senatet
| Valgår | Antal vundne mandater | +/–     |
| ------ | --------------------- | ------- |
| 2005   | 0 / 100               | 10      |
| 2007   | 0 / 100               | Uændret |
| 2011   | 2 / 100               | 1       |
| 2015   | 1 / 100               | Uændret |

### Præsidentsvalg
| Valgår | Kandidat       | 1. valgrunde  | 1. valgrunde   | 2. valgrunde  | 2. valgrunde   |
| Valgår | Kandidat       | Antal stemmer | % af stemmerne | Antal stemmer | % af stemmerne |
| ------ | -------------- | ------------- | -------------- | ------------- | -------------- |
| 2005   | Marek Borowski | 1.544642      | 10,3 (#4)      |               |                |

### Europa-Parlamentet
| 2004                                                              | 324.707 | 5,3 (#8) | 3 / 54 | 3 |
| 2009                                                              | 179.602 | 2,4 (#5) | 0 / 50 | 3 |
| Som en del af koalitionen Aftale for Fremtiden - Centrum Venstre. |         |          |        |   |